# Zwischen uns das Paradies
Zwischen uns das Paradies ist ein bosnischer Spielfilm aus dem Jahr 2010. Regie führte Jasmila Žbanić. Der Film lief auf den Internationalen Filmfestspielen in Berlin 2010 im Wettbewerb um den Goldenen Bären.

## Handlung
Luna arbeitet als Flugbegleiterin für die staatliche bosnische Fluggesellschaft. Ihr Freund Amar ist Fluglotse am Flughafen Sarajevo. Die beiden sind ein liebevolles Paar, das in Sarajevo ein nach Möglichkeit glückliches Leben führt. Seit Längerem versuchen sie erfolglos, ein Kind zu zeugen, weshalb sie ärztliche Hilfe aufsuchen. Amar hat ein Alkoholproblem. Als dies während der Arbeit auffällt, wird er für sechs Monate suspendiert. Bei einem Ausflug mit Freunden trifft Amar seinen Kriegskameraden Bahrija wieder. Bahrija ist mittlerweile praktizierender Muslim, seine Frau Nadja trägt die Niqab und er weigert sich, Luna als Frau die Hand zu geben, was die Freunde irritiert. Amar und Bahrija treffen sich noch einmal, und Bahrija erklärt seinem Freund, wie er zum Glauben fand. Nach dem Bosnienkrieg tat er sich zunächst schwer, sich im zivilen Leben zurechtzufinden. Im Islam fand er endlich Halt. Der ebenfalls haltlose Amar lässt sich von Bahrija eine Arbeit im Lager seiner muslimischen Wahhabiten-Gemeinschaft an einem abgelegenen See vermitteln. Luna begegnet dem Angebot wie den neuen Freunden Amars mit Zurückhaltung.
Nach einiger Zeit besucht sie ihn trotzdem an dem See. Sie wird von Nadja abgeholt und verbringt ein befremdendes Wochenende in dem muslimischen Camp. Die Trennung der Frauen von den Männern erschreckt sie, und auch Amar hat sich bereits sichtbar verändert. Verstört fährt sie zurück nach Sarajevo. Als nach einiger Zeit auch Amar zurückkehrt, stellt Luna fest, dass ihr Lebensgefährte sich ebenfalls dem Islam zugewandt hat. Er möchte sie nach islamischem Recht heiraten und verweigert nun vorehelichen Sex mit ihr. Luna beginnt zu zweifeln, ob sie ihr weiteres Leben mit Amar verbringen will. Auch zweifelt sie mittlerweile an dem einst so sehnsuchtsvollen Kinderwunsch. Die künstliche Befruchtung verweigert sie im letzten Moment. Obwohl beide sich lieben, bleibt ihnen nichts anderes übrig, als getrennte Wege zu gehen. Luna entscheidet sich für ein Leben als freie Frau und gegen Amar, dessen Wandlung sie nicht nachvollziehen kann.

## Auszeichnungen
Zwischen uns das Paradies ist der zweite Spielfilm der bosnischen Regisseurin Jasmila Žbanić. Für ihr Erstlingswerk Esmas Geheimnis – Grbavica erhielt sie bei der Berlinale 2006 den Goldenen Bären. Mit Zwischen uns das Paradies stellte sie sich erneut dem Wettbewerb der Berlinale 2010, ging diesmal jedoch leer aus. Bei der Verleihung des Europäischen Filmpreises 2010 folgte eine Nominierung für Zrinka Cvitešić als beste Darstellerin. Jasmila Žbanić erhielt 2010 den Friedenspreis des Deutschen Films – Die Brücke.

## Kritiken
„Das, wovon in Leitartikeln und Büchern so abstrakt und zugleich bedrohlich die Rede ist, nämlich wie sich Fundamentalismus in Europa ausbreitet, ist in ‚Zwischen uns das Paradies‘ hautnah, ja, geradezu intim zu erleben. Und dabei wünscht der Kinozuschauer Luna vor allem eins: viel Glück, mit oder vielleicht auch ohne Amar.“

„Manchmal ist ‚Auf dem Weg‘ arg konventionell, manchmal ist er auch lustig, stets aber bleibt er nah dran an seinen beiden Helden, ohne sie zu verurteilen oder zu verraten.“

„Mit ‚Zwischen uns das Paradies‘ kommt der erste gewichtige Spielfilm (…), der den zunehmenden Einfluss fundamentalistischen Glaubens auf die europäische bürgerliche Gesellschaft spiegelt. Gerade, weil der Film eine überdeutliche Stellungnahme verweigert, zwingt er die Zuschauer dazu, sich eine eigene Meinung zu bilden.“